# Mateusz Biskup

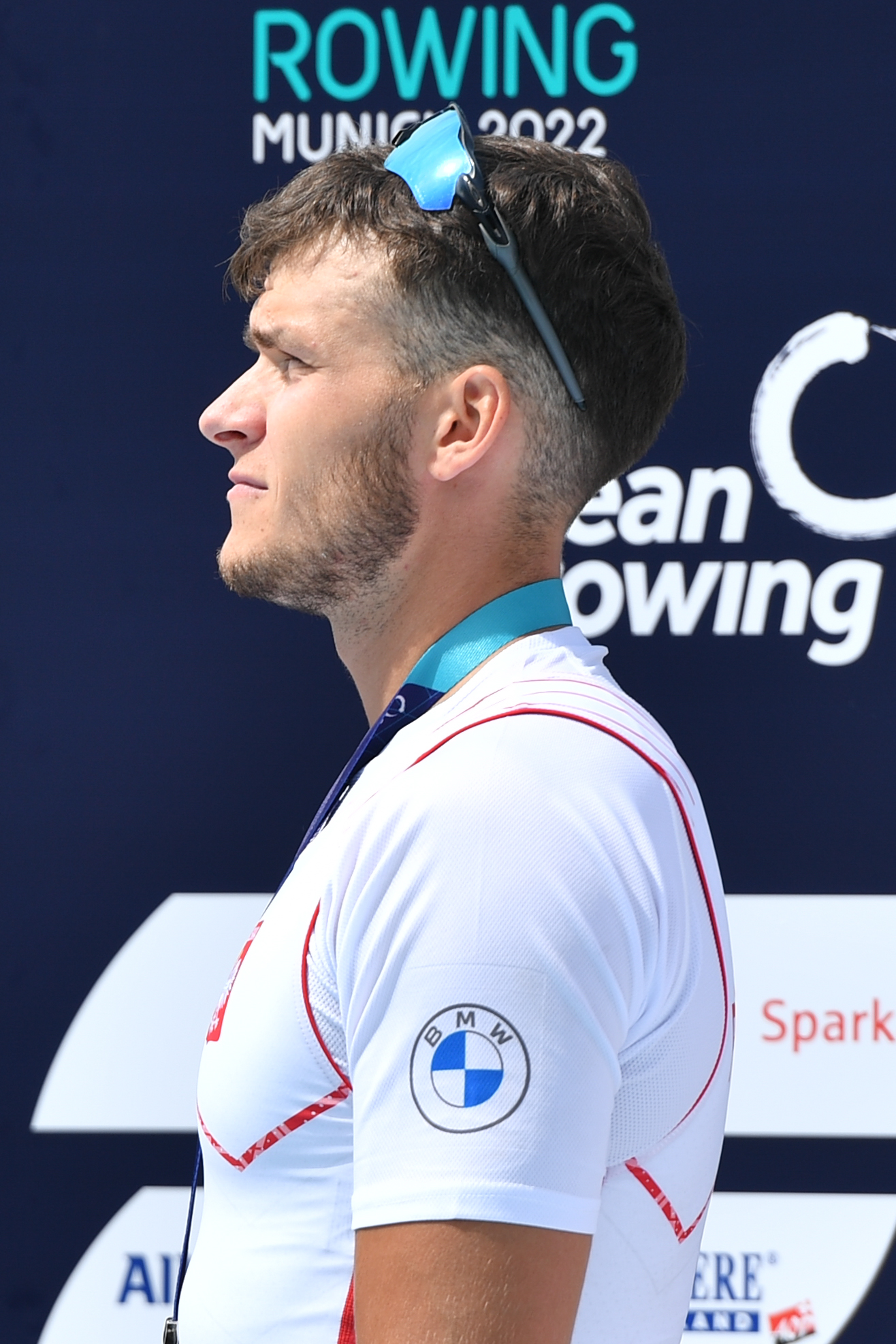
Mateusz Biskup (2022)

Mateusz Biskup (* 8. Februar 1994 in Danzig) ist ein polnischer Ruderer. Er war Weltmeisterschaftszweiter 2017, Weltmeisterschaftsdritter 2019, Weltmeister 2022 und Olympiadritter 2024.

## Sportliche Karriere
Der 1,90 m große Mateusz Biskup belegte bei den Junioren-Weltmeisterschaften 2012 den 13. Platz im Doppelvierer. Zwei Jahre später debütierte er bei den Europameisterschaften 2014 in der Erwachsenenklasse. Zusammen mit Adam Wicenciak belegte er im Doppelzweier den 13. Platz. Im Ruder-Weltcup trat Biskup 2014 im Doppelvierer an, bei den Weltmeisterschaften erreichte der polnische Doppelvierer mit David Grabowski, Biskup, Dariusz Radosz und Mirosław Ziętarski den zehnten Platz. Bei den Europameisterschaften 2015 belegte der polnische Doppelvierer mit Biskup, Radosz, Ziętarski und Wiktor Chabel vor heimischem Publikum in Posen den vierten Platz. Mit einem siebten Platz bei den Weltmeisterschaften 2015 qualifizierten sich die Polen für die Olympischen Spiele 2016.
Zu Beginn der Olympiasaison belegte der polnische Doppelvierer mit Grabowski für Ziętarski den siebten Platz bei den Europameisterschaften 2016. Biskup, Chabel, Radosz und Ziętarski bildeten den Doppelvierer bei den Olympischen Spielen in Rio de Janeiro. Mit knapp anderthalb Sekunden Rückstand auf die drittplatzierten Esten belegte das polnische Boot den vierten Rang.
2017 wechselten Biskup und Ziętarski in den Doppelzweier. Nach dem Gewinn der Silbermedaille bei den Europameisterschaften hinter dem italienischen Boot mit Filippo Mondelli und Luca Rambaldi erreichten die beiden Polen auch bei den Weltmeisterschaften den zweiten Platz. Sie hatten etwas über eine halbe Sekunde Rückstand auf die Neuseeländer John Storey und Christopher Harris und etwa genauso viel Vorsprung auf die italienischen Europameister. 2018 belegten Biskup und Ziętarski den vierten Platz bei den Europameisterschaften und den achten Platz bei den Weltmeisterschaften. 2019 begann Biskup im Doppelvierer, gewann beim Weltcup-Auftakt in Plowdiw und belegte den achten Platz bei den Europameisterschaften. Drei Monate später war Biskup zurück im Doppelzweier, Biskup und Ziętarski belegten bei den Weltmeisterschaften in Linz/Ottensheim den dritten Platz hinter Chinesen und Iren. 2020 erreichten die beiden Polen den vierten Platz bei den Europameisterschaften. Bei den Olympischen Spielen in Tokio belegte der polnische Doppelzweier den sechsten Platz. Im Jahr darauf gewannen Dominik Czaja, Mateusz Biskup, Mirosław Ziętarski und Fabian Barański die Silbermedaille im Doppelvierer bei den Europameisterschaften 2022 in München hinter dem italienischen Doppelvierer. Einen Monat später siegten die Polen bei den Weltmeisterschaften in Račice u Štětí vor den Briten und den Italienern. 2023 gewann der polnische Doppelvierer den Titel bei den Europameisterschaften in Bled. Bei den Weltmeisterschaften in Belgrad, drei Monate später, siegten die Niederländer vor den Italienern und den Polen. 2024 bei den Europameisterschaften in Szeged gewann der italienische Doppelvierer vor den Schweizern. Dominik Czaja, Mateusz Biskup, Mirosław Ziętarski und Fabian Barański wurden Dritte mit 0,67 Sekunden Rückstand auf die Schweizer. Bei den Olympischen Spielen in Paris erreichten die Polen als Vorlaufzweite hinter den Italienern und vor den Schweizern direkt das Finale. Im Endlauf siegten die Niederländer mit 2,4 Sekunden Vorsprung vor den Italienern, 0,19 Sekunden dahinter wurden die Polen Dritte mit fast zwei Sekunden Vorsprung vor den viertplatzierten Briten.